# Sindaci di Udine
Di seguito l'elenco cronologico dei sindaci di Udine e delle altre figure apicali equivalenti che si sono succedute nel corso della storia.

## Regno d'Italia (1805-1814)
| Periodo | Periodo | Primo cittadino      | Partito | Carica  | Note |
| ------- | ------- | -------------------- | ------- | ------- | ---- |
| 1807    | 1810    | Rambaldo Antonini    |         | Podestà | -    |
| 1811    | ?       | Giulio Mattioli      |         | Podestà | -    |
| 1814    | 1815    | Filippo Di Colloredo |         | Podestà | -    |

## Regno Lombardo-Veneto (1815-1866)
| Periodo | Periodo | Primo cittadino       | Partito | Carica               | Note |
| ------- | ------- | --------------------- | ------- | -------------------- | ---- |
| 1815    | 1817    | Carlo Fabrizj         |         | Podestà              | -    |
| 1817    | 1819    | Raimondo Cortelazzis  |         | Podestà              | -    |
| 1820    | 1822    | Giusto Garzolini      |         | Podestà              | -    |
| 1823    | 1828    | Pietro Mattioli       |         | Podestà              | -    |
| 1829    | 1832    | Francesco Di Toppo    |         | Podestà              | -    |
| 1833    | 1835    | Fabio Di Colloredo    |         | Podestà              | -    |
| 1836    | 1844    | Antonio Beretta       |         | Podestà              | -    |
| 1845    | 1852    | Antonio Caimo Dragoni |         | Podestà              | -    |
| 1855    | 1860    | Antigono Frangipane   |         | Podestà              | -    |
| 1860    | 1863    | Giovanni Ostermann    |         | f.f. podestà         | -    |
| 1863    | 1865    | Pietro Pavan          |         | Dirigente municipale | -    |
| 1865    | 1866    | Giuseppe Martina      |         | Podestà              | -    |
| 1866    |         | Giuseppe Giacomelli   |         | Podestà              | -    |

## Regno d'Italia (1866-1946)
Sindaci nominati dal governo (1866-1889)
| Periodo | Periodo | Primo cittadino       | Partito | Carica  | Note |
| ------- | ------- | --------------------- | ------- | ------- | ---- |
| 1866    | 1867    | Giuseppe Giacomelli   |         | Sindaco | -    |
| 1867    | 1872    | Giovanni Gropplero    |         | Sindaco | -    |
| 1872    | 1878    | Antonino di Prampero  |         | Sindaco | -    |
| 1878    | 1883    | Gabriele Luigi Pecile |         | Sindaco | -    |
| 1883    | 1889    | Luigi De Puppi        |         | Sindaco | -    |

Sindaci eletti dal Consiglio comunale (1889-1926)
| Periodo | Periodo | Primo cittadino       | Partito | Carica                  | Note |
| ------- | ------- | --------------------- | ------- | ----------------------- | ---- |
| 1889    | 1894    | Elio Morpurgo         |         | Sindaco                 | -    |
| 1895    | 1899    | Antonio Di Trento     |         | Sindaco                 | -    |
| 1899    |         | Gabriele Luigi Pecile |         | Sindaco                 | -    |
| 1900    | 1901    | Antonino di Prampero  |         | Sindaco                 | -    |
| 1901    |         | Alberto Cian          |         | Regio commissario       | -    |
| 1901    | 1904    | Michele Peressini     |         | Sindaco                 | -    |
| 1904    | 1920    | Domenico Pecile       |         | Sindaco                 | -    |
| 1920    | 1923    | Luigi Spezzotti       |         | Sindaco                 | -    |
| 1924    | 1926    | Luigi Spezzotti       |         | Commissario prefettizio | -    |

Podestà nominati dal governo (1926-1946)
| Periodo | Periodo | Primo cittadino        | Partito     | Carica                  | Note |
| ------- | ------- | ---------------------- | ----------- | ----------------------- | ---- |
| 1926    |         | Carlo Barbieri         |             | Commissario prefettizio | -    |
| 1926    |         | Angelo Uberto Pacces   |             | Commissario prefettizio | -    |
| 1926    | 1927    | Renato Caveri          |             | Commissario prefettizio | -    |
| 1927    |         | Luigi Russo            | PNF         | Podestà                 | -    |
| 1927    |         | Gaspare Marconcini     |             | Commissario prefettizio | -    |
| 1927    | 1928    | Clemente Assum         |             | Commissario prefettizio | -    |
| 1928    |         | Guglielmo Bianco       |             | Commissario prefettizio | -    |
| 1928    |         | Pietro Orestano        |             | Commissario prefettizio | -    |
| 1928    | 1933    | Gino Di Caporiacco     | PNF         | Podestà                 | -    |
| 1933    | 1937    | Arbeno d'Attimis       | PNF         | Podestà                 | -    |
| 1937    | 1944    | Pier Arrigo Barnaba    | PNF poi PFR | Podestà                 | -    |
| 1944    |         | Lorenzo Alciati        |             | Reggente                | -    |
| 1944    | 1945    | Giovanni Mantovani     |             | Commissario prefettizio | -    |
| 1945    |         | Ludovico Di Caporiacco |             | Commissario prefettizio | -    |

## Repubblica Italiana (dal 1946)
| Sindaci eletti dal Consiglio comunale (1946-1995)    | Sindaci eletti dal Consiglio comunale (1946-1995) | Sindaci eletti dal Consiglio comunale (1946-1995) | Sindaci eletti dal Consiglio comunale (1946-1995) | Sindaci eletti dal Consiglio comunale (1946-1995) | Sindaci eletti dal Consiglio comunale (1946-1995) | Sindaci eletti dal Consiglio comunale (1946-1995) | Sindaci eletti dal Consiglio comunale (1946-1995) | Sindaci eletti dal Consiglio comunale (1946-1995) |
| Nominativo                                           | Nominativo                                        | Partito                                           | Partito                                           | Partito                                           | Partito                                           | Mandato                                           | Mandato                                           | Elezioni                                          |
| Nominativo                                           | Nominativo                                        | Partito                                           | Partito                                           | Partito                                           | Partito                                           | Inizio                                            | Fine                                              | Elezioni                                          |
| ---------------------------------------------------- | ------------------------------------------------- | ------------------------------------------------- | ------------------------------------------------- | ------------------------------------------------- | ------------------------------------------------- | ------------------------------------------------- | ------------------------------------------------- | ------------------------------------------------- |
|                                                      | Giovanni Cosattini                                |                                                   | Partito Socialista Italiano                       | Partito Socialista Italiano                       | Partito Socialista Italiano                       | 1946                                              | 1948                                              | Elezioni 1946                                     |
|                                                      | Luciano Giacomuzzi (Assessore anziano)            | ?                                                 | ?                                                 | ?                                                 | ?                                                 | 1948                                              | 1948                                              | Elezioni 1946                                     |
|                                                      | Giacomo Centazzo                                  |                                                   | Democrazia Cristiana                              | Democrazia Cristiana                              | Democrazia Cristiana                              | 1948                                              | 1951                                              | Elezioni 1946                                     |
| 1951                                                 | Giacomo Centazzo                                  | 1956                                              | Democrazia Cristiana                              | Democrazia Cristiana                              | Democrazia Cristiana                              | Elezioni 1951                                     |                                                   |                                                   |
| 1956                                                 | Giacomo Centazzo                                  | 1960                                              | Democrazia Cristiana                              | Democrazia Cristiana                              | Democrazia Cristiana                              | Elezioni 1956                                     |                                                   |                                                   |
|                                                      | Attilio Bonetto (Assessore anziano)               | ?                                                 | ?                                                 | ?                                                 | ?                                                 | Elezioni 1956                                     | 1960                                              | 1960                                              |
|                                                      | Bruno Cadetto                                     |                                                   | Democrazia Cristiana                              | Democrazia Cristiana                              | Democrazia Cristiana                              | 1960                                              | 1964                                              | Elezioni 1960                                     |
| 1964                                                 | Bruno Cadetto                                     | 1970                                              | Democrazia Cristiana                              | Democrazia Cristiana                              | Democrazia Cristiana                              | Elezioni 1964                                     |                                                   |                                                   |
| 1970                                                 | Bruno Cadetto                                     | 1975                                              | Democrazia Cristiana                              | Democrazia Cristiana                              | Democrazia Cristiana                              | Elezioni 1970                                     |                                                   |                                                   |
|                                                      | Carlo Gaggia (Assessore anziano)                  | ?                                                 | ?                                                 | ?                                                 | ?                                                 | Elezioni 1970                                     | 1975                                              | 1975                                              |
|                                                      | Angelo Candolini                                  |                                                   | Democrazia Cristiana                              | Democrazia Cristiana                              | Democrazia Cristiana                              | 1975                                              | 1980                                              | Elezioni 1975                                     |
| 1980                                                 | Angelo Candolini                                  | 1985                                              | Democrazia Cristiana                              | Democrazia Cristiana                              | Democrazia Cristiana                              | Elezioni 1980                                     |                                                   |                                                   |
|                                                      | Piergiorgio Bressani                              |                                                   | Democrazia Cristiana                              | Democrazia Cristiana                              | Democrazia Cristiana                              | 1985                                              | 1990                                              | Elezioni 1985                                     |
|                                                      | Pietro Zanfagnini                                 |                                                   | Partito Socialista Italiano                       | Partito Socialista Italiano                       | Partito Socialista Italiano                       | 1990                                              | 1993                                              | Elezioni 1990                                     |
|                                                      | Claudio Mussato                                   |                                                   | Democrazia Cristiana                              | Democrazia Cristiana                              | Democrazia Cristiana                              | 1993                                              | 1995                                              | Elezioni 1990                                     |
| Sindaci eletti direttamente dai cittadini (dal 1995) |                                                   |                                                   |                                                   |                                                   |                                                   |                                                   |                                                   |                                                   |
| Nominativo                                           | Nominativo                                        | Partito                                           | Partito                                           | Coalizione                                        | Coalizione                                        | Mandato                                           | Mandato                                           | Elezioni                                          |
| Nominativo                                           | Nominativo                                        | Partito                                           | Partito                                           | Coalizione                                        | Coalizione                                        | Inizio                                            | Fine                                              | Elezioni                                          |
|                                                      | Enzo Barazza                                      |                                                   | Partito Repubblicano Italiano                     |                                                   | PDS-PPI-FdV-PRI-Dem-FL                            | 7 maggio 1995                                     | 26 settembre 1997                                 | Elezioni 1995                                     |
|                                                      | Andrea Montich (Vicesindaco f. f.)                |                                                   | Partito Democratico della Sinistra                | 26 settembre 1997                                 | PDS-PPI-FdV-PRI-Dem-FL                            | 18 luglio 1998                                    |                                                   | Elezioni 1995                                     |
|                                                      | Giuliana Spogliarich (Commissario prefettizio)    | –                                                 | –                                                 | –                                                 | –                                                 | 18 luglio 1998                                    | 2 dicembre 1998                                   | –                                                 |
|                                                      | Sergio Cecotti                                    |                                                   | Lega Nord                                         |                                                   | LN-L. civiche                                     | 2 dicembre 1998                                   | 8 giugno 2003                                     | Elezioni 1998                                     |
|                                                      | Sergio Cecotti                                    | Indipendente                                      |                                                   | DS-DL-FdV-SDI-L. civiche                          | 8 giugno 2003                                     | 27 aprile 2008                                    | Elezioni 2003                                     |                                                   |
|                                                      | Furio Honsell                                     |                                                   | Indipendente                                      |                                                   | PD-SA-IdV-L. civiche                              | 27 aprile 2008                                    | 6 maggio 2013                                     | Elezioni 2008                                     |
|                                                      | Furio Honsell                                     | Partito Democratico                               |                                                   | PD-SEL-L. civiche                                 | 6 maggio 2013                                     | 19 gennaio 2018                                   | Elezioni 2013                                     |                                                   |
|                                                      | Carlo Giacomello (Vicesindaco f. f.)              |                                                   | Partito Democratico                               | PD-SEL-L. civiche                                 | 19 gennaio 2018                                   | 14 maggio 2018                                    | Elezioni 2013                                     |                                                   |
|                                                      | Pietro Fontanini                                  |                                                   | Lega Nord                                         |                                                   | LN-FI-FdI-L. civiche                              | 14 maggio 2018                                    | 18 aprile 2023                                    | Elezioni 2018                                     |
|                                                      | Alberto Felice De Toni                            |                                                   | Indipendente                                      |                                                   | PD-AVS-Az-IV-L. civiche                           | 18 aprile 2023                                    | in carica                                         | Elezioni 2023                                     |